# Ligue mondiale de volley-ball 2005
Navigation
Édition précédente Édition suivante
La Ligue mondiale 2005 s'est déroulée du 27 mai au 10 juillet 2005.

## Tour intercontinental

### Poule A
| Équipes   | Pts | Joués | Gagnés | Perdus | SP | SC |
| Brésil    | 23  | 12    | 11     | 1      | 33 | 9  |
| Portugal  | 18  | 12    | 6      | 6      | 21 | 19 |
| Venezuela | 17  | 12    | 5      | 7      | 19 | 22 |
| Japon     | 14  | 12    | 2      | 10     | 9  | 32 |

### Poule B
| Équipes  | Pts | Joués | Gagnés | Perdus | SP | SC |
| Cuba     | 20  | 12    | 8      | 4      | 29 | 17 |
| Bulgarie | 18  | 12    | 6      | 6      | 27 | 22 |
| Italie   | 18  | 12    | 6      | 6      | 22 | 26 |
| France   | 16  | 12    | 4      | 8      | 17 | 30 |

### Poule C
| Équipes              | Pts | Joués | Gagnés | Perdus | SP | SC |
| Pologne              | 21  | 12    | 9      | 3      | 32 | 19 |
| Serbie-et-Monténégro | 19  | 12    | 7      | 5      | 26 | 23 |
| Grèce                | 17  | 12    | 7      | 5      | 22 | 24 |
| Argentine            | 15  | 12    | 3      | 9      | 18 | 32 |

## Final FourBelgradeSerbie
- Cuba 2-3  Pologne (25-23 24-26 16-25 25-22 13-15)
- Serbie-et-Monténégro 1-3  Brésil (21-25 25-23 24-26 21-25)

### Demi-finales
- Cuba 1-3  Brésil (18-25 19-25 25-22 23-25)
- Pologne 2-3  Serbie-et-Monténégro (26-24 25-19 23-25 20-25 8-15)

### Match pour la 3eplace
- Cuba 3-2  Pologne (25-23 22-25 24-26 25-18 15-13)

### Finale
- Brésil 3-1  Serbie-et-Monténégro (14-25 25-14 25-19 25-16)

## Classement final
| Place              | Équipe               |
| ------------------ | -------------------- |
| Médaille d'or      | Brésil               |
| Médaille d'argent  | Serbie-et-Monténégro |
| Médaille de bronze | Cuba                 |
| 4                  | Pologne              |
| 5                  | Bulgarie             |
| 5                  | Portugal             |
| 7                  | Grèce                |
| 7                  | Italie               |
| 7                  | Venezuela            |
| 10                 | Argentine            |
| 10                 | France               |
| 10                 | Japon                |

## Distinctions individuelles
- MVP : Ivan Miljkovic  Serbie-et-Monténégro
- Meilleur attaquant : Henry Bell  Cuba
- Meilleur central : Dante Amaral  Brésil
- Meilleur serveur : Ivan Miljkovic  Serbie-et-Monténégro
- Meilleur défenseur : Goran Vujevic  Serbie-et-Monténégro
- Meilleur passeur : Yoandri Diaz  Cuba
- Meilleur libero: Marko Samardzic  Serbie-et-Monténégro
- Meilleur réceptionneur: Osmany Juantorena  Cuba